# Brega (Líbia)
Brega é uma cidade portuária da Líbia, no Golfo de Sidra, onde está situado um importante complexo petrolífero.
Durante a Guerra Civil Líbia, ocorreram três batalhas nessa localidade.
- Primeira Batalha de Brega, em 2 de março de 2011, com a derrota das forças oficialistas[1];
- Segunda Batalha de Brega, entre 13 e 15 de março de 2011, com a vitória das forças oficialistas[2];
- Terceira Batalha de Brega, entre 31 de março e 7 de abril de 2011[3][4].